# Vera Svoboda
Vera Svoboda, hrvaška pevka zabavne glasbe,, * 15. avgust 1936, Osijek, † 1. april 2024. 
Znana je kot »kraljica tamburaške glasbe«.